# Serviço Internacional de Informação Lésbica
O Serviço Internacional de Informações Lésbicas (ILIS) era uma organização internacional cujo objetivo era promover a organização lésbica internacional. Foi iniciado dentro da ILGA em 1980.     No ano seguinte, numa conferência lésbica separada, organizada antes da conferência da ILGA em Turim, as organizações lésbicas decidiram que a ILIS deveria tornar-se uma organização separada.  

## História
O ILIS organizou onze conferências internacionais na Europa,  e apoiou conferências lésbicas na América Latina e na Ásia através das suas redes regionais (a Rede América Latina e a Rede Lésbica Asiática ).
Em Turim, em 1981, as críticas relativas à falta de visibilidade das lésbicas no movimento gay, bem como ao custo da participação das ativistas lésbicas nas conferências da ILGA, levaram à separação da ILIS da ILGA.  Paola Bachetta deixou o ILGA para formar o ILIS também em reação à falta de inclusão em relação às questões pós-coloniais. Posteriormente, as seguintes conferências do ILIS incluíram workshops interseccionais sobre racismo, lesbofobia e questões pós-coloniais .
O ILIS foi representado na Conferência Unida de 1985 sobre a condição da mulher, como resultado da decisão de alcançar lésbicas não ocidentais. Em 1986, a conferência ILIS Genebra arrecadou fundos para promover a participação de lésbicas vindas de países pós-coloniais. Um dos principais tópicos da conferência foi "Exílio político para lésbicas de todos os países". As conferências seguintes tiveram de enfrentar algumas críticas sobre pressupostos não contestados: o facto de as conferências terem sido destinadas a lésbicas assumidas e não terem tido em consideração outros tipos de expressões lésbicas sob regimes opressivos, e o facto de os países ocidentais terem sido apresentados como salvadores de países do terceiro mundo. 
As atividades diminuíram gradualmente no final da década de 1990, com seu último boletim informativo sendo publicado em 1998.
A organização do ILIS, que também coordenava a publicação de boletins informativos regulares,     que tinham o viés de circulação internacional, é possível ter referências da seguinte existência; 
- Amsterdã 1980–81. Coordenado pela Interpot. Publicou o serviço de estêncil barato ILIS. [12]
- Helsinque 1981–1983. Eva Isaksson publicou o boletim informativo do ILIS e os artigos da conferência do ILIS. [13]
- Oslo 1984. Publicou o Boletim ILIS.
- Genebra 1985–86. Coordenado por Vanille-Fraise. Publicou o Boletim ILIS sob  fr . [14] [15] [16] [17] [18]
- Amsterdã 1987–1998. Coordenado pela Interpot. Publicou o Boletim ILIS.

Infelizmente atualmente existe dificuldades em encontrar esse material.

## Conferências
Abaixo estão listadas as conferências lésbicas internacionais organizadas pelo ILIS na Europa em conjunto com organizações lésbicas locais, a presença de representantes do ILIS em três Conferências Mundiais da ONU sobre Mulheres, bem como as Conferências Lésbicas Latino-Americanas e Asiáticas que foram organizadas com a ajuda do ILIS ou nas quais grupos membros do ILIS compareceram:
- 1980: 5–6 de abril – Criação do ILIS na Conferência IGA (agora ILGA) de Barcelona, Espanha
- 1980: 14–30 de julho – ILIS na Conferência Mundial das Nações Unidas sobre as Mulheres em Copenhague, Dinamarca
- 1980: 27–31 de dezembro – Conferência ILIS em Amsterdã, Holanda
- 1981: 15–17 de abril – Conferência ILIS em Torino, Itália (ILIS se separa da IGA) [19] [20] [21]
- 30 de dezembro de 1981 – 3 de janeiro de 1982: Conferência ILIS em Lichtaart, Bélgica
- 1982: 3–5 de setembro – Conferência ILIS em Sheffield, Inglaterra
- 1983: 1–4 de abril – Conferência ILIS em Paris, França
- 30 de dezembro de 1983 – 1 de janeiro de 1984: Reunião de Ação Internacional do ILIS em Amsterdã, Holanda
- 1984: 19–23 de abril – Conferência ILIS em Estocolmo, Suécia [22]
- 1985: 4–8 de abril – Conferência ILIS em Colônia, Alemanha
- 1985: 15–26 de julho – ILIS na Conferência Mundial das Nações Unidas sobre as Mulheres em Nairóbi, Quênia
- 1986: 25–28 de março – Conferência ILIS em Genebra, Suíça. Criação de redes regionais latino-americanas e asiáticas. [23]
- 1987: 14–16 de outubro – Primeiro encontro de feministas lésbicas latino-americanas, caribenhas e chicanas na Cidade do México, México
- 1988: 18–22 de agosto – Conferência Regional Europeia do ILIS em Amsterdã, Holanda
- 1988: 2 de outubro – Criação do Subgrupo ILIS Ásia, com sede em Amsterdã
- Dezembro de 1988 – março de 1989: Criação do Subgrupo ILIS América Latina, com sede em Amsterdã
- 1990: 18–22 de janeiro – Conferência ILIS em Liubliana, Iugoslávia (fontes conflitantes quanto à realização desta conferência)*
- 1990: 11–13 de abril – Segunda Conferência Latino-Americana na Costa Rica
- 1990: 7–10 de dezembro – Primeira Conferência da Asian Lesbian Network (ALN) em Bangkok, Tailândia
- 1991: 21–25 de março – Conferência ILIS em Barcelona, Espanha
- 1991: 28 de agosto – Primeira reunião do subgrupo ILIS Zami em Amsterdã, Holanda
- 1992: 3–5 de maio – Segunda Conferência da ALN em Tóquio, Japão
- 1992: 14–16 de agosto – Terceira Conferência Latino-Americana em Porto Rico
- 1995: 11–15 de agosto – Terceira Conferência da ALN em Wulai, Taiwan
- 1995: 4–15 de setembro – ILIS na Conferência Mundial das Nações Unidas sobre as Mulheres em Pequim, China
- 1998: Boletim informativo final do ILIS

Links de outras publicações relacionadas
- Rede Lésbica Asiática
- Conferência Europeia Lésbica*
- UmOutroOlhar.com.br